# José Eduardo Martins Ormonde
José Eduardo Martins Ormonde (1943-2004) fue un botánico, pteridólogo e ilustrador portugués. Realizó identificaciones y clasificaciones de nuevas especies, publicándolas habitualmente en Bol. Mus. Mun. Funchal y en Bol. Soc. Brot. Trabajó extensamente en el "Instituto Botánico", de la Universidad de Coímbra.
Su familia firmó un certificado de donación de sus ricos y variados bienes científicos al Instituto Botánico de la Universidad de Coímbra.

## Algunas publicaciones

### Libros
- Fernandes, abílio; rosete batarda Fernandes, jorge Paiva, Isabel simões Nogueira, josé eduardo martins Ormonde, Úrsula Beau. 1991. Flórula vascular da mata da Bufarda. Ed. Lisboa : Serviço Nac. de Parques, Reservas e Conservação da Natureza. lxiv + 215 pp. ISBN 912-9034-14-1
- La abreviatura «Ormonde» se emplea para indicar a José Eduardo Martins Ormonde como autoridad en la descripción y clasificación científica de los vegetales.[1]